# Evelyn Amarteifio
Evelyn Mansa Amarteifio, née le 22 mai 1916 à Accra et morte le 6 juillet 1997, est une activiste féministe ghanéenne. En 1953, elle crée la Fédération des femmes de la Côte de l'or (National Federation of Gold Coast Women, NFGCW).

## Biographie
Les parents d'Evelyn Amarteifio, deux de ses sœurs et certaines de ses tantes sont impliquées dans du travail social bénévole dans les années 1920 et 1930. Evelyn Amarteifio étudie à l'Accra Girls School et au Achimota College. En 1937, elle devient enseignante à l'école primaire d'Achimota tout en poursuivant son travail bénévole. 
Début 1953, Amarteifio se rend en Grande-Bretagne pour étudier avec la Young Women's Christian Association (YWCA). À son retour, avec notamment Annie Jiagge, Thyra Casely-Hayford et Amanua Korsah, elle crée une YWCA sur la Côte de l'or. Elle voyage également aux États-Unis, où elle découvre la Jamaican Federation of Women (en). Elle l'utilise comme modèle pour créer la Fédération nationale des femmes de la Côte de l'or, une organisation nationale non gouvernementale de femmes, dont la première présidente est Mercy ffoulkes-Crabbe. Après l'indépendance, Amarteifio ne parvient pas à protéger la fédération de la volonté de Kwame Nkrumah de contrôler les organisations de femmes et, en 1960, la NFGCW est dissoute,.